# Sint-Pieterkerk (Grouw)

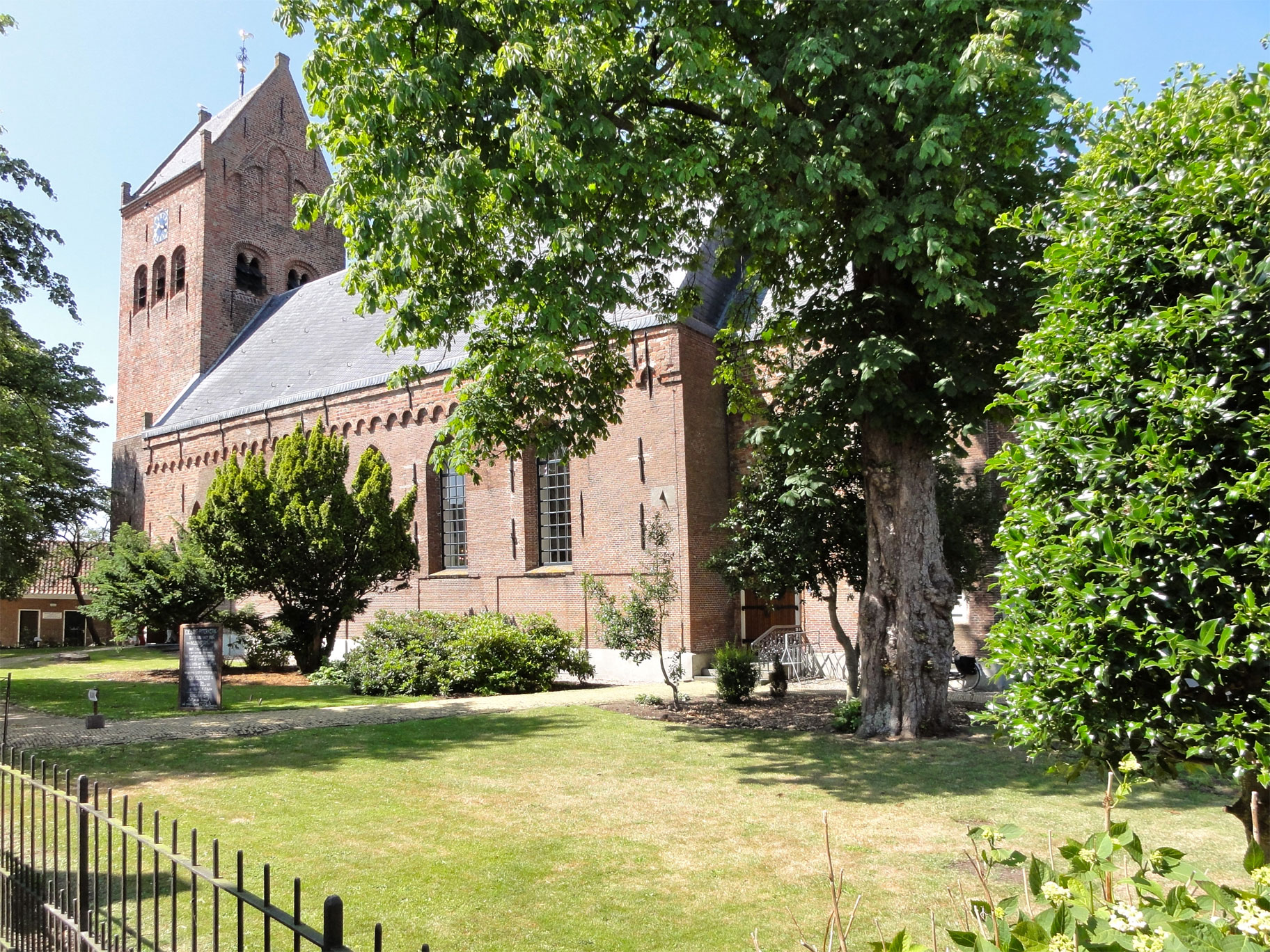
Sint-Pieterkerk van Grouw (zuidzijde)

De Sint-Pieterkerk is een in de 13e eeuw gebouwde romaanse kerk in de Friese plaats Grouw.
De kerk werd gebouwd in het begin van de 13e eeuw. In de buitenmuur van het koor is de romaanse gevelversiering duidelijk waarneembaar in de vorm van een klimmend boogfries en een horizontaal boogfries. De kerk is in de loop der tijd meerdere malen verhoogd en vergroot. Tufsteen en baksteen wisselen elkaar daarbij af. In de 15e eeuw werd de kerk opnieuw uitgebreid en werd de huidige toren gebouwd. De luidklok (1653) is gegoten door Jurjen Balthasar. Na de hervorming kreeg het koor een ander bestemming. Tot 1832 heeft dit gedeelte van de kerk dienstgedaan als recht- en raadhuis. De vensters in de koorwand dateren uit deze periode. Enkele van deze gevels zijn weer dichtgemetseld. Na 1832 kwam hier de kosterswoning en nog weer later werd de ruimte geschikt gemaakt om als consistorie dienst te doen.
Op een spitsbogig timpaan in de toren wordt vermeld, dat er in 1672 drie eiken zijn geschonken door de toenmalige grietman van Idaarderadeel, jonker van Burmania en zijn echtgenote. De tekst verwijst naar de roerige tijden, waarin het land overspoeld werd door de macht van Frans en Brit (zie afbeelding). De volledige tekst luidt:
Doen men sestyn eeuwen sach, int jaer seventig en twee,
Doen ons landt het weegeklach overstroomde als een see
Door de macht van Frans en Brit, ondersteund door Myterheeren,
Die veel menschen haar besit Roofden, k hoop Godt salt voorts weren,
Doen sijn deese Eeske boomen, hier van Cornium ghekoomen
En door onse last geset,
K hoop Idaerderdeel sal bloijen, t volk gelijck laurijren groijen
Dat s ons wens en ons gebet.
Gegeuen door ons jh. La BURMANIA diestijt Grietman over
Idaerderderdeel doch Anno 1673 ghekoren tot Grietman over Leeuwarderadeel
 ende Juffr. JULIANA AGATA VAN AYLVA sijn huisvrouw desen 13 Augusti 1675.
In het interieur bevinden zich een 17e-eeuwse preekstoel en twee 18e-eeuwse herenbanken, de Roordabank en de Kamstrabank. Het orgel dateert uit de 19e eeuw en is gemaakt door de firma L. van Dam & Zn. Aan de westelijke wand bevindt zich een zogenaamd gebodenbord; in tegenstelling met de meeste gebodenborden staat hierop niet de tekst van de Tien geboden, maar de samenvatting uit het evangelie van Mattheus en een tekst uit het evangelie van Johannes (zie afbeelding). Het bord werd geschonken door de grietman van Idaarderadeel, Carel van Roorda. De afgebeelde zilveren avondmaalsschaal is een geschenk van Andries Roorda en zijn vrouw Nolkje van Heloma. Op de schaal staat te lezen:
Laat Andries Roorda met Vrou Nolkjen Heloma
Ter Eeren van Godts Kerk dit silverwerk ons schenken
Wij neemen 't danklijck aan met wensch dat Godt hier naa
Haar beijder liefde plicht in liefde wil gedenken

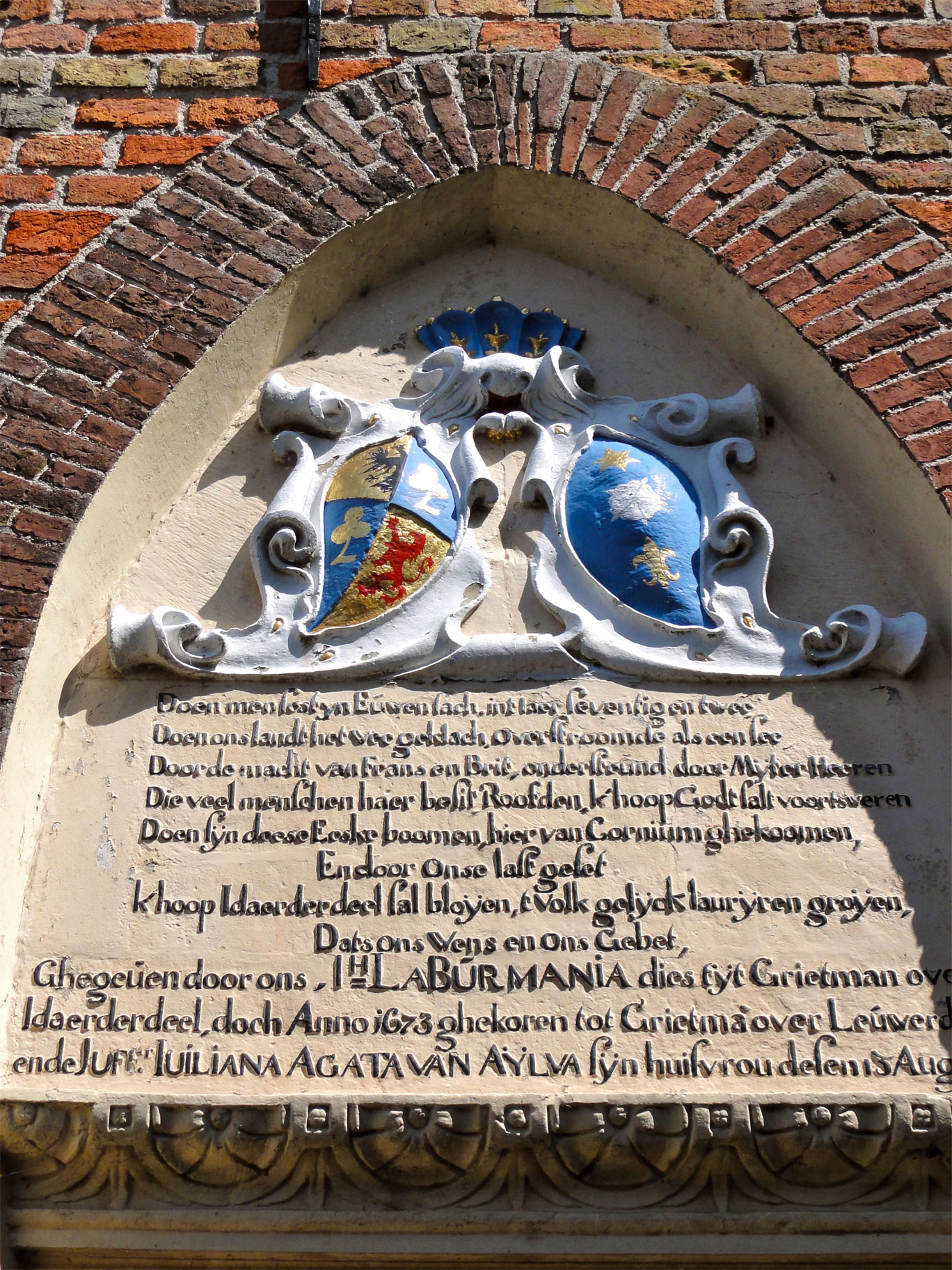
Gedenksteen in de toren Sint-Pieterkerk
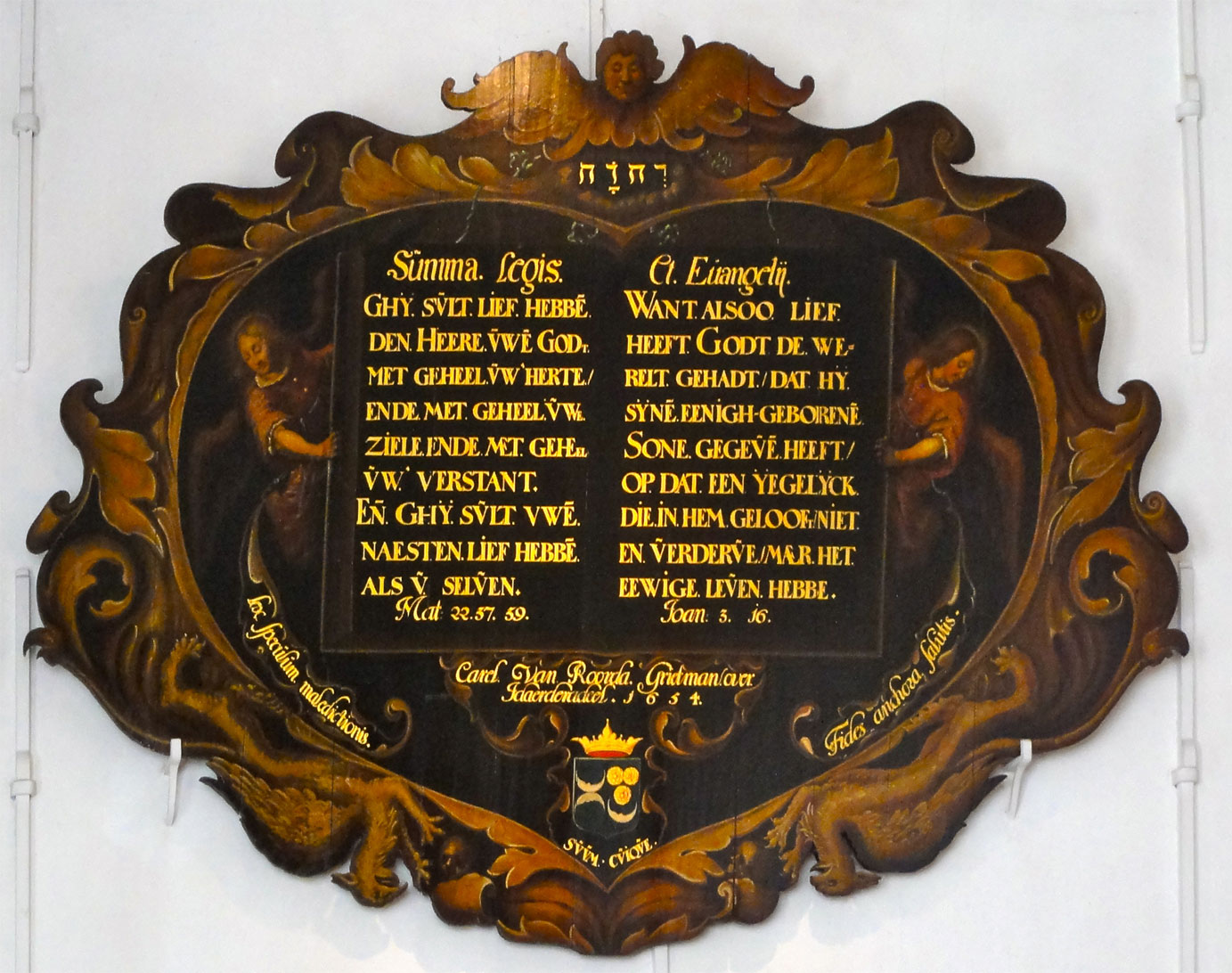
Gebodenbord geschonken door Carel van Roorda
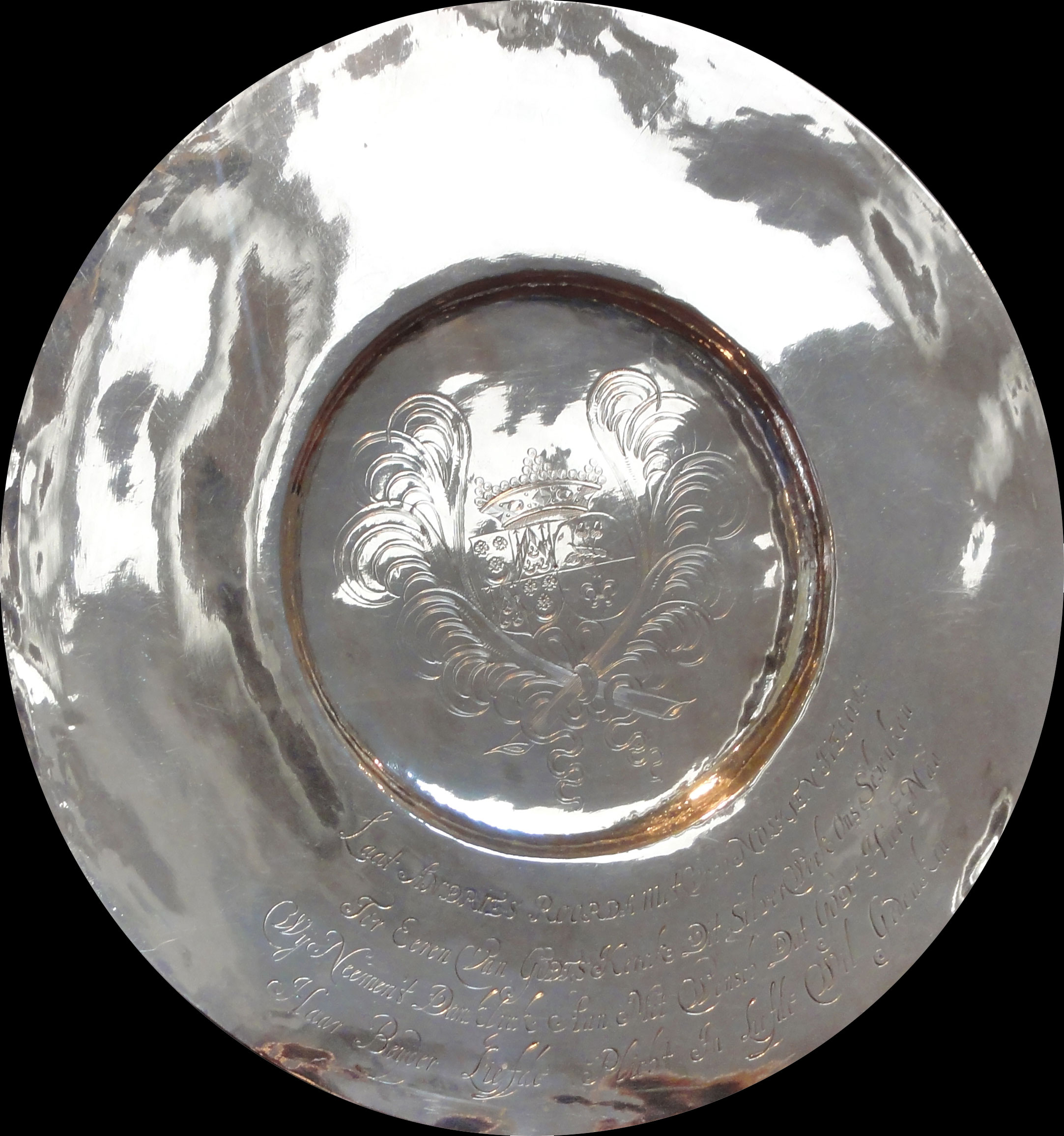
Avondmaalsschaal geschonken door Andries Roorda en Nolkje van Heloma
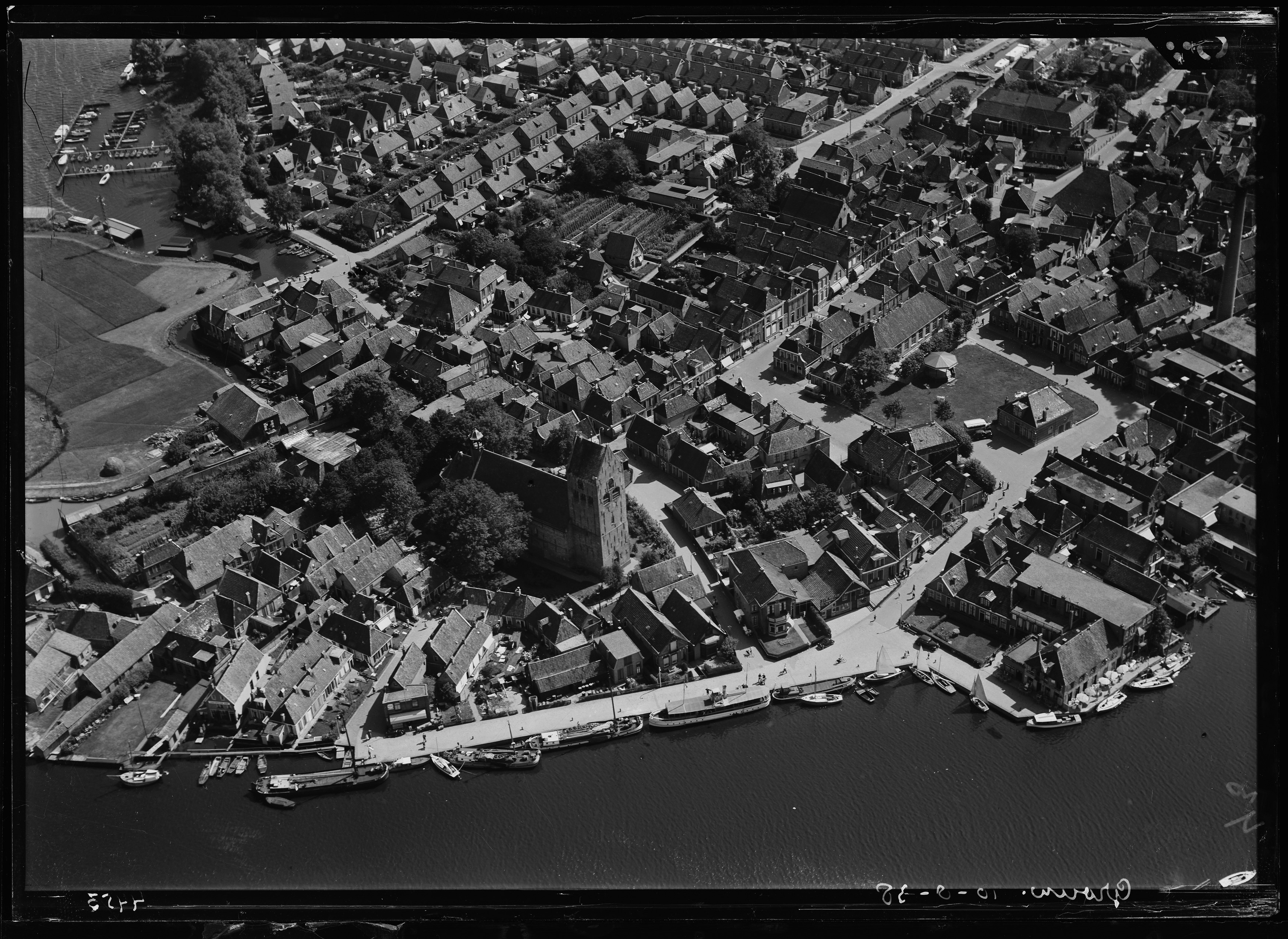
Luchtfoto van kerk en directe omgeving (1920-1940)